# Tumba francesa
La Tumba francesa è un genere afro-cubano di danza secolare, canto e tamburo che è nato nella Provincia Oriente di Cuba. Fu introdotto dagli schiavi di Haiti, allora una colonia francese nota come Saint-Domingue, i cui proprietari si trasferirono nelle regioni orientali di Cuba in seguito alla ribellione degli schiavi durante gli anni 1790. Il genere fiorì alla fine del XIX secolo con l'istituzione delle sociedades de tumba francesa, di cui solo tre sono sopravvissute.

## Caratteristiche
La Tumba francesa combina tradizioni musicali di origine occidentale africana, bantù, francese e spagnola. Gli etnomusicologi cubani concordano sul fatto che la parola "tumba" derivi dalle parole Bantù e Mandinka per tamburo. A Cuba, la parola tumba è usata per indicare i tamburi, i gruppi e l'esecuzione stessa della tumba francesa.

### Strumentazione
Le Tumbas francesas sono dirette da una signora delle cerimonie chiamata mayora de plaza. Le esibizioni generalmente iniziano con improvvisati canti solisti in una miscela di patois spagnoli e francesi chiamati kreyol cubano o patuá cubano dal cantante principale (composé). Dopo l'introduzione, viene suonato il catá, un idiofono cilindrico di legno, colpendolo con due bastoncini e il composé alterna chiamata e risposta' cantando con un gruppo di vocalist femminili (tumberas). Dopo che il catá stabilisce il ritmo, vengono suonate le tre tumbas. Le tumbas sono tamburi a mano singola; dal più grande al più piccolo sono chiamati premier (o manma), bulá e segón. Il premier è ora comunemente chiamato quinto, in quanto svolge lo stesso importante ruolo di improvvisazione che il quinto fa tra i tamburi conga nella rumba cubana. Nel toque masón, una grancassa a due teste chiamata tamborita (o semplicemente tambora) stabilisce il ritmo insieme al catá. Inoltre, uno shaker chiamato chachá o maruga viene comunemente suonato dalle tumberas e dalla mayora durante tutta lo spettacolo. La struttura della tumba francesa è legata a un tipo orientale di rumba cubana chiamato tahona.

### Toques
Ci sono tre principali toques, o tipi di spettacolo di tumba, ciascuno associato a una danza specifica.
- Masón. Questo è il primo toque. Presenta l'intero gruppo musicale ed è associato a una danza in stile quadriglia simile alla contradanza.
- Yubá. Questo toque segue il masón e coinvolge il catá e le tre tumbas. È accompagnato dalla danza principale, che è improvvisata. Esistono due sottotipi di yubá: macota e cobrero.[3]
- Frenté (o fronté). Originariamente la sezione finale dello yubá, questo è ora considerato un toque individuale. Coinvolge il catá, il premier e il bulá.[3] Si suona davanti alla batteria, da cui il nome.

Un altro toque chiamato cinta viene eseguito solo a Santiago di Cuba. Si chiama così perché la performance si svolge attorno a un tronco d'albero con fasce colorate (cintas), che sono rosse, bianche e blu.

### Danza
La danza nella tumba francesa è simile agli affranchi haitiani, che coinvolgono una serie di figure dallo stile francese, con il busto dritto, seguito dall'improvvisazione africana sulla scena finale, ma la tumba francesa è ballata con i tamburi, invece degli strumenti a corda e a fiato. I vestiti dei ballerini sono colorati e sfavillanti.

## Storia
Le Tumbas francesas risalgono al tardo XVIII secolo quando la Rivoluzione haitiana scatenò la migrazione dei coloni francesi da Saint-Domingue, portando i loro schiavi nella provincia di Oriente di Cuba. Verso la fine del XIX secolo, in seguito all'abolizione della schiavitù nel 1886, le società di tumba francesa si stabilirono in questa regione, specialmente a Santiago di Cuba ed a Guantánamo. Il loro insediamento era per molti versi simile ai vecchi cabildos africani. Gli esecutori identificano la tumba francesa come francese-haitiana, riconoscendola come un prodotto di Haiti che ora risiede a Cuba. Entro la seconda metà del XX secolo, le tumbas francesas erano ancora rappresentate nella parte orientale di Cuba, in particolare il toque masón. Gli altri toques, tuttavia, sono suonati solo nel contesto delle associazioni culturali. Tre società di tumba francesa sopravvivono al momento: La Caridad de Oriente (originariamente La Fayette) a Santiago di Cuba; Bejuco a Sagua de Tánamo, Holguín; e Santa Catalina de Riccis (originariamente La Pompadour) a Guantánamo.

## Registrazioni
A differenza di altri generi afro-cubani, la tumba francesa rimane scarsamente documentata in termini di registrazioni. L'LP del 1976 Antología de la música afrocubana VII, prodotto da Danilo Orozco e distribuito da Areito, presenta una varietà di toques yubá e masón.